# Bäumer B IV

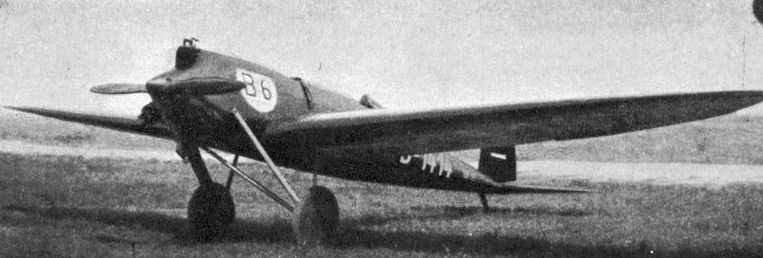
Bäumer B IVa mit dem Kennzeichen D-1414

Die Bäumer B IV Sausewind war ein einmotoriger Tiefdecker, der von der Bäumer Aero GmbH in den 1920er Jahren entwickelt und gebaut wurde.

## Entwicklung
Nach den fliegerischen Erfolgen der Bäumer B II entwickelten die Brüder Siegfried und Walter Günter, Walter Mertens und Werner Meyer-Cassel die B IV. Äußerlich ähnelte sie sehr der B II, war jedoch weitgehend eine Neukonstruktion. Sie war auch von wenig erfahrenen Piloten sicher zu fliegen. Allein durch die aerodynamischen Veränderungen konnte mit dem gleichen 65-PS-Motor die Höchstgeschwindigkeit um 25 km/h auf 210 km/h gesteigert werden. In den Jahren 1926 und 1927 wurden lediglich zwei Flugzeuge gefertigt. Sie trugen die Kennzeichen D-885 und D-1158. Im Jahre 1928 wurde die B IVa (D-1414) gebaut.
Paul Bäumer selbst startete am 1. Juni 1927 mit der zweiten B IV (D-1158) zum Erstflug. Am 15. Juli 1927 stürzte er bei einem Vorführungsflug mit der Rohrbach Rofix in der Nähe des Flughafens Kastrup ab. Dabei kam er ums Leben.
Nach seinem Tod setzte die Bäumer Aero GmbH die Entwicklung der B IV fort und begann im September 1927 mit dem Bau der B IVa. Dieses Flugzeug wurde am 16. März 1929 an die Hamburger Luftverkehrs-Gesellschaft m.b.H. verkauft. Nach deren Konkurs wurde die B IVa im Juni weiterverkauft. Der neue Eigentümer stürzte mit der Maschine nach einem waghalsigen Flugmanöver in die Pötenitzer Wiek bei Travemünde. Dabei wurde das Flugzeug zerstört, der Pilot kam jedoch mit dem Schrecken davon.

## Rekorde
- Am 8. Juli 1927 wurde von Bäumer mit 6782 m ein neuer Höhenweltrekord aufgestellt.
- Am 10. Juli 1927 stellte er zusammen mit dem Copiloten Friedrich Puls einen Geschwindigkeitsrekord in der Kategorie „Zweisitzer“ ein. Sie flogen eine 100 km lange Messstrecke mit durchschnittlich 191,2 km/h ab.
- Ernst Petersen und Dr.-Ing. Werner von Langsdorff stellten am 4. Oktober 1928 mit 214 km/h einen neuen Geschwindigkeitsrekord für Leichtflugzeuge auf.

## Technische Daten
| Kenngröße             | B IVa Sausewind, D-1414                               |
| --------------------- | ----------------------------------------------------- |
| Spannweite            | 9,00 m                                                |
| Länge                 | 6,25 m                                                |
| Flügelfläche          | 11,20 m²                                              |
| Flügelstreckung       | 7,2                                                   |
| Rüstmasse             | 295 kg                                                |
| Zuladung              | 305 kg                                                |
| Treibstoff            | 147 l/106 kg                                          |
| max. Startmasse       | 600 kg                                                |
| Flächenbelastung      | 54 kg/m²                                              |
| Leistungsbelastung    | 9,2 kg/PS                                             |
| Höchstgeschwindigkeit | 230 km/h                                              |
| Reisegeschwindigkeit  | 180 km/h                                              |
| Landegeschwindigkeit  | 80 km/h                                               |
| Dienstgipfelhöhe      | 6000 m                                                |
| Reichweite            | 1200 km                                               |
| Triebwerke            | ein Dreizylinder-Sternmotor Lawrance L-4 (Wright L-4) |
| Leistung              | 65 PS/48 kW                                           |